# Duba (Saudi-Arabien)
Duba, auch Dhiba (arabisch ضبا, DMG Ḍubā), ist eine Hafenstadt in Saudi-Arabien in der Provinz Tabuk.
Die Stadt liegt im Nordwesten des Landes am Roten Meer und hat ca. 22.000 Einwohner.
Nördlich der Stadt befindet sich eine Mittelwellensendeanlage, die auf zwei Frequenzen (594 kHz und 1521 kHz), das staatliche Radioprogramm des BSKSA (Broadcasting Service Of The Kingdom Of Saudi-Arabia) sendet. Beide Frequenzen werden mit einer hohen Sendeleistung von jeweils 2000 kW ausgestrahlt.
Die Stadt dient auch als Drehscheibe für Neom. Sie befindet sich etwa 25 Kilometer südlich des geplanten Standorts der Neom Industrial City.